# Torre das Cabaças

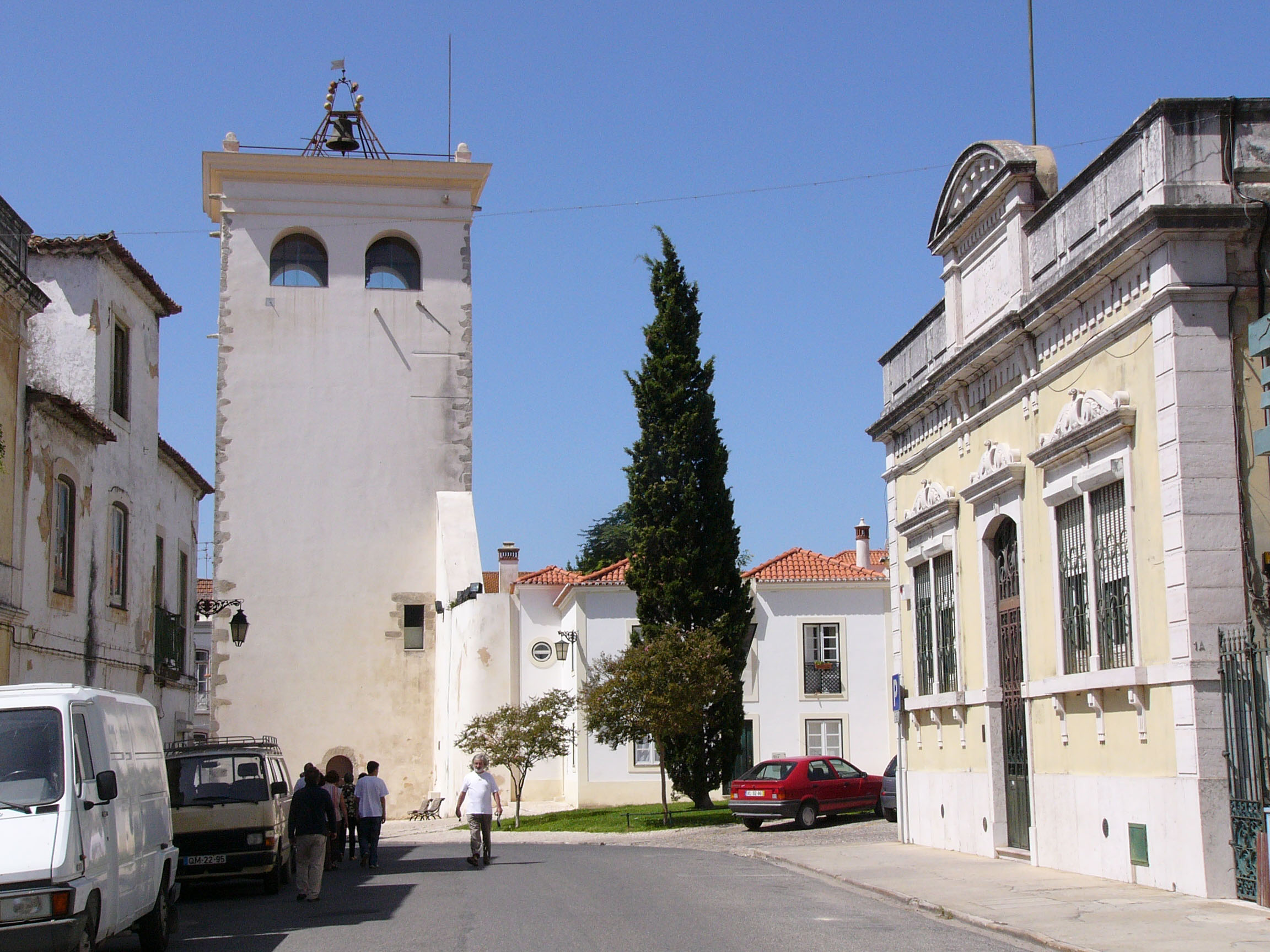
Torre das Cabaças, resto da cerca medieval de Santarém.

A Torre das Cabaças, também conhecida simplesmente como Torre do Relógio, é uma torre que fez parte do Castelo de Santarém localizada na antiga freguesia de Marvila, cidade de Santarém, Município e Distrito de Santarém, em Portugal.
A atual torre-relógio remonta ao reinado de D. Manuel I (1495-1521), sendo datada de meados do século XV. Foi erguida a partir de uma estrutura defensiva envolvente da Porta do Alporão, que se rasgava nas muralhas do Castelo de Santarém.
O nome "das Cabaças" fixou-se popularmente a partir de fins do século XVIII, devido à colocação de oito cabaças de barro em uma estrutura de ferro que suporta um sino de bronze de grandes dimensões, fundido em 1604. O povo identificou, jocosamente, essas cabaças às cabeças "ocas" dos seus vereadores municipais.
Encontra-se classificada como Imóvel de Interesse Público por Decreto de 14 de Março de 1917.
Atualmente encontra-se requalificada como "Núcleo Museológico do Tempo", integrante do Museu Municipal de Santarém, exibindo exposição documental.

## Características
A torre apresenta uma planta quadrada, em estilo maneirista, elevando-se a 26,8 metros de altura. Os seus muros são rasgados por oito janelas, sendo rematada por uma estrutura metálica com oito púcaros de barro em forma de cabaça e que servem de caixa de ressonância ao sino do relógio.
Um imponente sino de bronze, datado de 1604, sinaliza as horas do relógio mecânico.